# Cavagnac
Cavagnac é uma comuna francesa na região administrativa de Occitânia, no departamento de Lot. Estende-se por uma área de 10,34 km². Em 2010 a comuna tinha 463 habitantes (densidade: 44,8 hab./km²).